# Fresh (lied)
Fresh is een nummer van de Amerikaanse band Kool & The Gang. Het is afkomstig van hun album Emergency uit 1984. Op 24 november van dat jaar werd het nummer op single uitgebracht.
Het was na Misled de tweede single, die afkomstig was van het album. Voor de Amerikanen was het wennen, dat de muziekgroep een vrouw omschreef als 'Fresh' (fris), maar Taylor gaf er een wending aan: Goed.
Er verscheen een aantal covers, waarvan die van de Beat System enig succes had in België, Frankrijk en Duitsland. In 2004 nam Kool & The Gang het nummer opnieuw op met ondersteuning van Liberty X. De uitvoering klinkt gladder dan het origineel. De single verscheen niet in alle landen omdat Liberty X ten tijde van release overhoop lag met hun platenlabel V2 Records. De single kende dan ook weinig succes.

## Hitnoteringen
De plaat werd niet een heel groot succes. Fresh schopte het in thuisland de Verenigde Staten tot de 9e positie in de Billboard Hot 100 en nummer één in de specifieke R&B-lijst. In Canada werd de 10e positie bereikt, in Ierland de 13e en in het Verenigd Koninkrijk de 11e positie in de UK Singles Chart in twaalf weken. In Duitsland en Frankrijk stond de plaat veel langer genoteerd, maar kwam het niet boven de 26e positie uit.
In Nederland werd de plaat regelmatig gedraaid op de nationale radio en werd een bescheiden radiohit in de destijds drie hitlijsten. De plaat bereikte de 34e positie in zowel de Nederlandse Top 40 als de TROS Top 50 en piekte op een 27e positie in de Nationale Hitparade. In de Europese hitlijst op Hilversum 3, de TROS Europarade, werd géén notering behaald.
In België bereikte de plaat de 8e positie in zowel de voorloper van de Vlaamse Ultratop 50 als de Vlaamse Radio 2 Top 30.

### Nederlandse Top 40
De plaat stond maar kort in de Top 40, maar had daarvoor al zes weken in de Tipparade gestaan.
| Positie: | 38 | 25 | 24 | 38 | uit |

### Nationale Hitparade
| Positie: | 44 | 37 | 33 | 27 | 33 | 38 | 40 | 48 | uit |

### TROS Top 50
Hitnotering: 03-01-1985 t/m 31-01-1985. Hoogste notering: #34 (1 week).

### Vlaamse Radio 2 Top 30
| Positie: | 21 | 12 | 22 | 14 | 12 | 12 | 8 | 21 | 29 | 20 | 29 | 21 | uit |

### Vlaamse Ultratop 50
| Positie: | 40 | 25 | 15 | 15 | 13 | 10 | 10 | 8 | 19 | 29 | 25 | 25 | 27 | 37 | uit |

### NPO Radio 2 Top 2000
Fresh stond alleen in 2002 in de NPO Radio 2 Top 2000, op plek 1968.